# Non-fungible token
Een non-fungible token (NFT, vertaald uit het Engels: niet-vervangbare of unieke jeton) is een koppeling (een soort eigendom) op een blockchain van een account aan een uniek (niet uitwisselbaar) digitaal item via een smart contract.
De handel in NFT's boomde in 2021, met een omzet van $17 miljard euro, ten opzichte van 82 miljoen euro het jaar ervoor. Deze stijging bleef niet duren: in een analyse eind 2023 bleek dat '95% van de NFT's waardeloos zijn', en dat ongeveer 23 miljoen mensen opgezadeld zijn met 'waardeloze assets'.

## Verkoop van NFT's
De eerste koper is vaak iemand die, vaak na een veiling, tegen betaling aan de maker de plaatsing op de blockchain samen met de maker en het veilinghuis regelt. Maker, koper en marktplaats werken samen bij het minten (Engels: munt slaan) van NFT's.
Net als bij het verkopen van cryptovaluta kan de eigenaar het NFT verkopen. Het digitale item kan bijvoorbeeld kunst, audio, video en andere vormen van creatief werk zijn. In de blockchain kan het digitale bestand zelf geplaatst worden, of een verwijzing naar een elders opgeslagen exemplaar. Dat laatste is het meest gebruikelijk: ruimte op de blockchain is duur.
Hoewel de digitale bestanden zelf oneindig reproduceerbaar zijn, worden de NFT's die ze vertegenwoordigen zoals gezegd bijgehouden op hun onderliggende blockchains en bieden kopers een bewijs van eigendom van het NFT. Let wel, dit komt niet noodzakelijk overeen met traditionele juridische rechten zoals eigendomsrecht of auteursrecht. De koper betaalt de zogenaamde gas fee om de eigendomsverandering op de blockchain op te slaan. Meestal gebruikt men contracten volgens de ERC-721-standaard op Ethereum. Eind 2021 bedraagt de gas fee hiervoor 300 euro.
Ook kan de maker een beperkt recht op het NFT verkopen, namelijk in die zin dat iedere keer dat het NFT met winst wordt doorverkocht, de maker recht heeft op een bij de eerste verkoop overeengekomen deel van die winst.
Blockchains waarop NFT's geplaatst kunnen worden zijn onder meer Ethereum, Bitcoin Cash, Flow, Tezos en Cardano. Ze hebben elk hun eigen standaard voor het gebruiken van NFT's.

## Toepassingen
NFT's kunnen worden gebruikt om digitale creaties beschikbaar te maken, zoals digitale kunst, items uit videogames en muziekbestanden. Het wordt nu veel toegepastvoor digitale kunst en digitale verzamelobjecten. Toegang tot een kopie van het originele bestand is echter niet beperkt tot de eigenaar van het token; vaak is de kopie nog wel ergens online te vinden.
De eerste NFT's waren gebaseerd op Ethereum en verschenen rond 2015. De toegenomen belangstelling voor de markt voor NFT's heeft geleid tot meer speculatie, aangezien dezelfde beleggers die eerder op cryptocurrency's hadden gespeculeerd, meer en meer begonnen met het verhandelen van NFT's. 

## Nadelen
Het belang van blockchain wordt door sommigen betwijfeld.
De markt van NFT's is niet gereguleerd en daardoor niet zonder risico. Er zijn verschillende manieren waarop kopers van NFT's opgelicht worden.
NFT's draaien meestal op een proof-of-work blockchain, die zeer energieverslindend is vergeleken met een proof-of-stake blockchain, wat heeft geresulteerd in enige kritiek op de koolstofvoetafdruk van NFT-transacties. Ethereum kondigde in mei 2021 een overgang aan naar het energie-zuinige proof-of-stake blockchain, het is onduidelijk wanneer dit uitgevoerd zal worden.

## Voorbeelden
- Op 3 mei 2014 creëerde de digitale kunstenaar Kevin McCoy de eerste NFT, een digitale afbeelding van een korrelige achthoek die hypnotiserend van kleur verandert. In 2021 werd de NFT voor bijna anderhalf miljoen dollar verkocht.[7] Anno 2022 zijn er juridische discussies over de eigenaarschap van die NFT. De NFT was door McCoy gecreëerd op NameCoin; een blockchain-software waarbij de eigenaar de NameCoin elke 250 dagen moet vernieuwen. Dit net zoals bij een domeinnaam op het internet. McCoy heeft dit nagelaten te doen waardoor er na 6 jaar een nieuwe eigenaar onder de naam "EarlyNFT" de NFT te koop heeft gezet.
- Op 11 maart 2021 verkocht kunstenaar Beeple via veilinghuis Christie’s zijn digitale verzamelwerk Everydays: The First 5000 Days voor 69 miljoen dollar[8], een NFT-kunstwerk waaraan de kunstenaar meer dan 13 jaar gewerkt heeft.
- De allereerste tweet van Twitter-oprichter Jack Dorsey werd als NFT verkocht voor ruim 2,9 miljoen dollar.[9]
- De NFT van de virale video Charlie bit my finger - Again (in 2009 de vaakst bekeken video op YouTube en in totaal meer dan 880 miljoen views) leverde bij een veiling 760.000 dollar op (bijna 620.000 euro).[10]